# Station Norrköping-Centraal
Norrköping Centraal (Zweeds: Norrköping centralstation) is een station aan de Södra stambanan in de Zweedse stad Norrköping dat op 2 juli 1866 werd geopend.

## Geschiedenis
Het station werd ontworpen door architect Adolf Wilhelm Edelsvärd in wat hij de herenhuisstijl noemde. In samenhang met de bouw van het nieuwe station werd ook een nieuw bestemmingsplan aangenomen, geheel in lijn met de opvattingen van Edelsvärd. Er werd besloten dat er voor het station een park zou komen, als mooie blikvanger voor de passanten en als bufferzone. Het stationsgebied was brandgevaarlijke door de stoomtreinen die vonken en rook uitspuwden en er was een scheiding nodig van de nabijgelegen houten huizen. De bufferzone werd het spoorwegpark, dat tegenwoordig Karl Johanspark heet.
Het centraal station van Norrköping met het aangrenzende spoorwegpark is een goed voorbeeld van Zweedse spoorwegarchitectuur uit de jaren 60 van de 19e eeuw. Het station is sinds 2001 een rijksmonument.

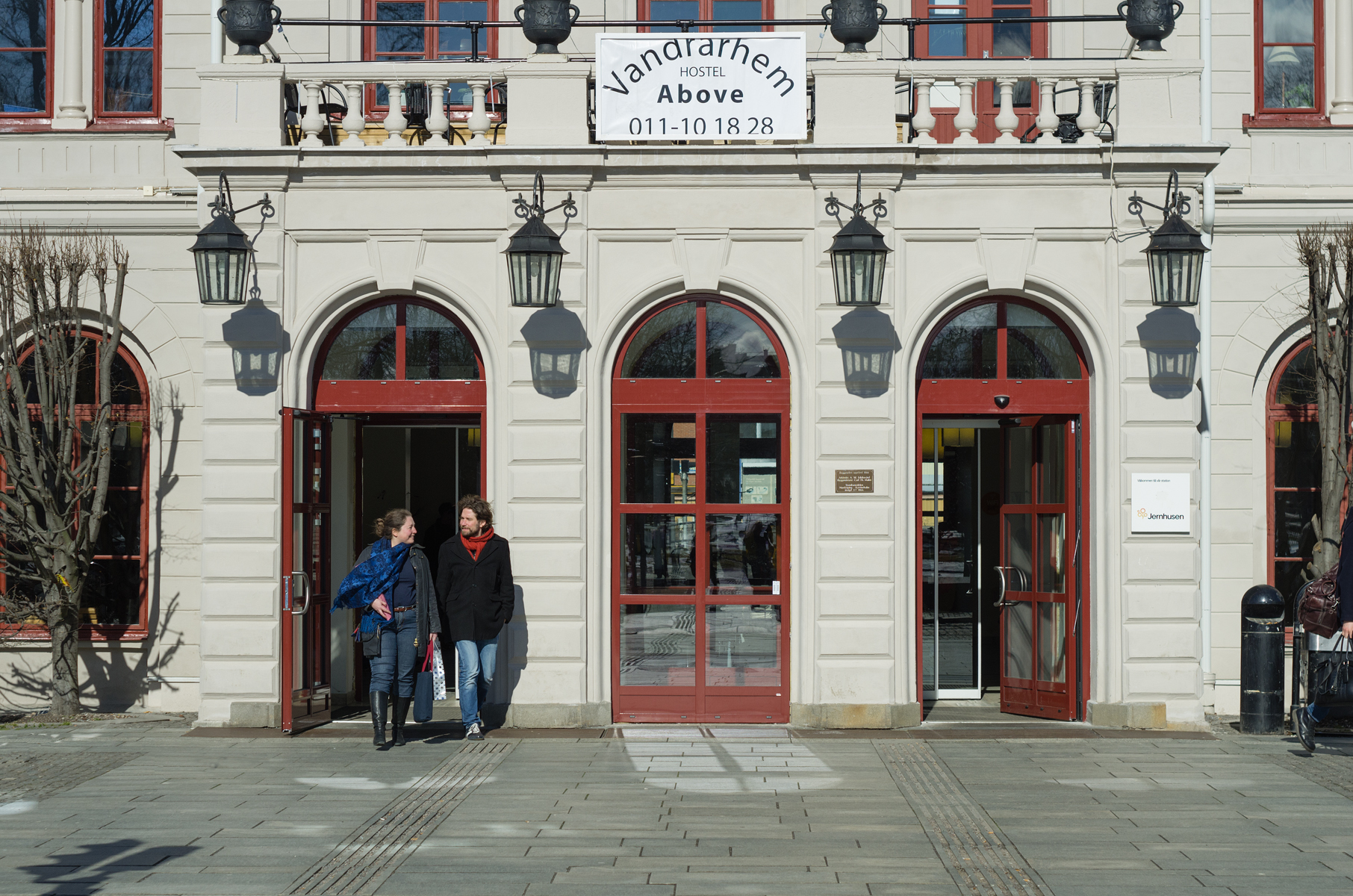
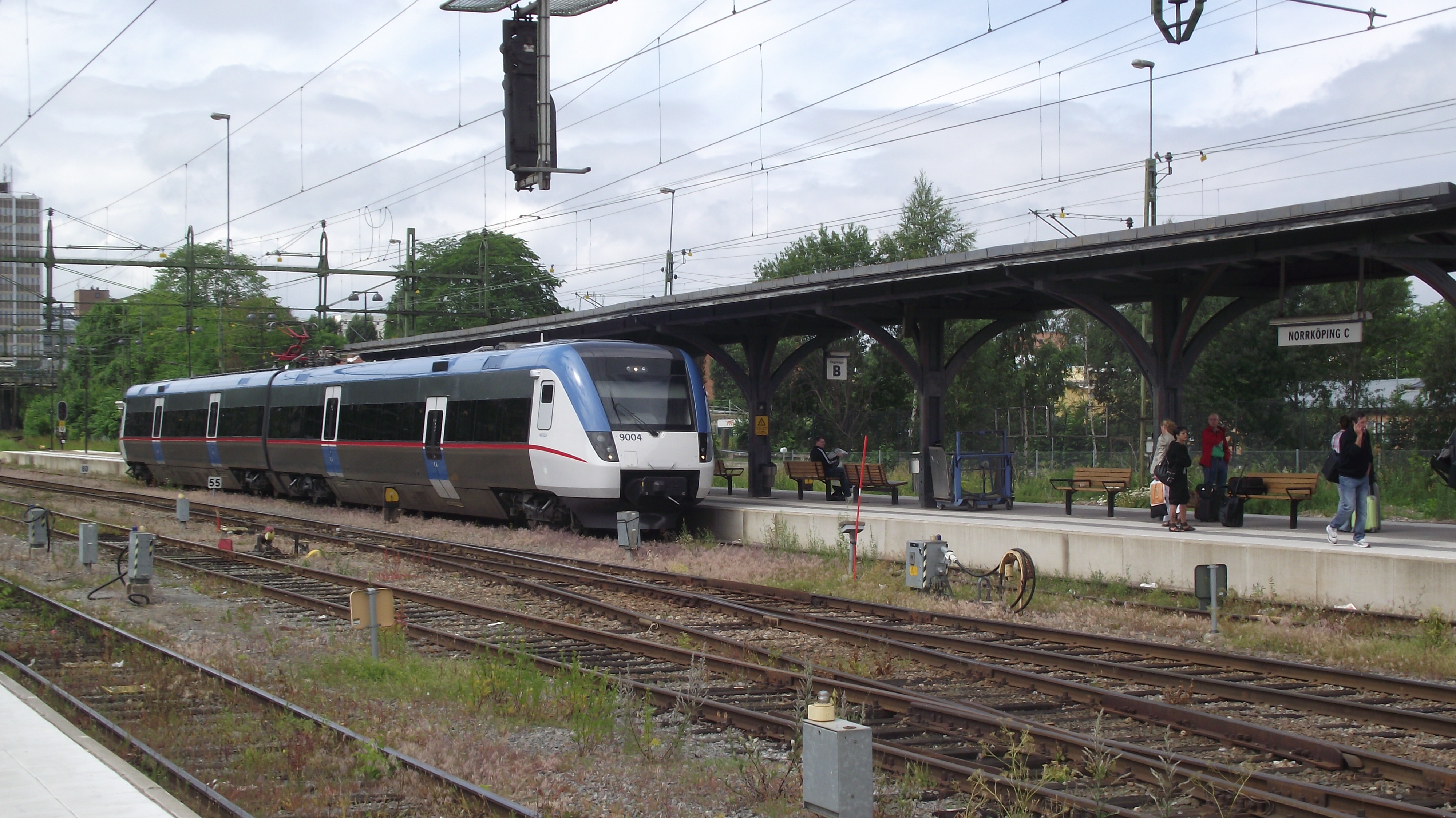
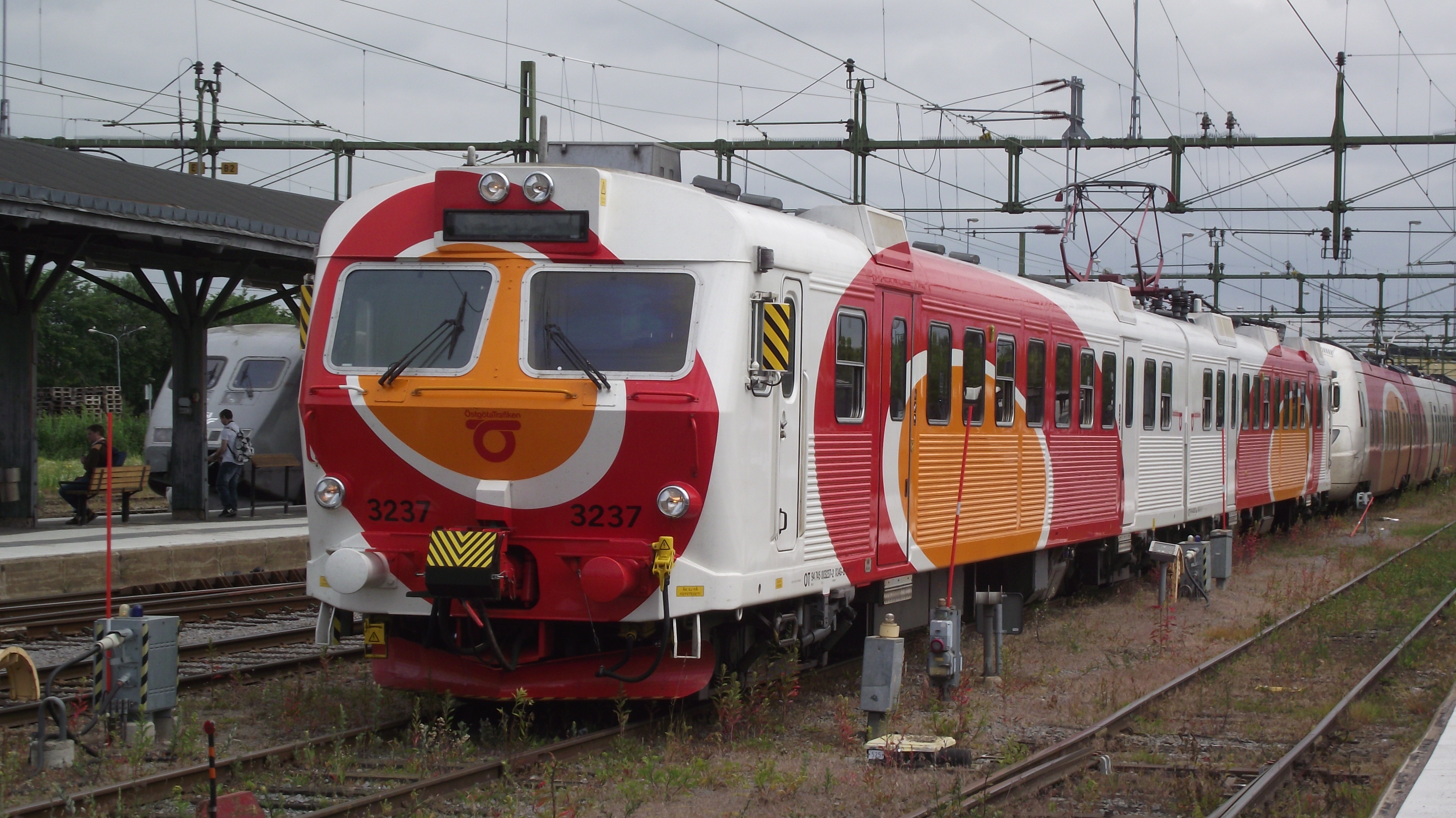